# Фахрутдинов, Раиль Равилович
Раи́ль Рави́лович Фахрутди́нов (тат. Раил Равил улы Фәхретдинов; род. 28 мая 1962, Казань, Татарская АССР, РСФСР, СССР) — российский татарский этнограф и историк. Заведующий кафедрой исторического и обществоведческого образования Высшей школы международных отношений и мировой истории Института международных отношений Казанского федерального университета (2019—н. в.). Временно исполняющий обязанности директора Института международных отношений КФУ (2024—н. в.).

## Биография
Раиль Равилович Фахрутдинов родился 28 мая 1962 года в Казани. Из семьи Альфии и Равиля Фахрутдиновых, историка, археолога. Есть брат — Камиль.
С детства привлекался своим отцом к археологической работе. В 1979 году поступил на историко-филологический факультет Казанского государственного педагогического института, который окончил в 1984 году с квалификацией учителя истории, обществоведения и английского языка. После получения образования, свою трудовую деятельность начал учителем истории в Ципьинской средней школе, где с 1987 года в течение двух лет работал директором. В 1992 году перешёл на работу в министерство образования Республики Татарстан, заняв должность начальника отдела.
В 1996 году защитил в Казанском государственном университете имени В. И. Ульянова-Ленина диссертацию на тему «Татарское либерально-демократическое движение в конце XIX — начале XX вв.: идеология и политическая программа» под научным руководством докторов исторических наук М. З. Тутаева и С. М. Михайловой, получив учёную степень кандидата исторических наук. С того же года работал заведующим кафедрой гуманитарных дисциплин Казанского социально-юридического института, где с 2003 года был проректором по учебной и научной работе, а затем и первым проректором. В 2009 году защитил в Музее антропологии и этнографии имени Петра Великого Российской академии наук диссертацию по теме «Татарское общественно-политическое движение в конце XIX — начале XX века как фактор конструирования национальной идентичности», получив степень доктора исторических наук.
В 2015 году перешёл в Казанский федеральный университет, заняв должность профессора кафедры археологии и этнологии Высшей школы исторических наук и всемирного культурного наследия (в дальнейшем — Высшая школа международных отношений и мировой истории) Института международных отношений, истории и востоковедения. В 2017 году стал заместителем директора по научной работе ИМОИВ КФУ (в дальнейшем — Институт международных отношений КФУ). В 2018—2019 годах был заведующим новосозданной кафедрой регионоведения и евразийских исследований, а в 2019 году назначен заведующим кафедрой исторического и обществоведческого образования ВШИНиВКН ИМО КФУ, образованной на базе Института всеобщей истории РАН. В 2022 году получил учёное звание доцента.
В 2024 году назначен временно исполняющим обязанности директора Института международных отношений КФУ, сменив Р. Р. Хайрутдинова.

## Научная работа
Является автором трудов по истории татарской общественной мысли, этнополитической истории и соответствующих процессов как в тюркском мире, так и относительно татарского народа. Издал несколько монографий и учебников, участвовал в создании университетского трёхтомника к 100-летию образования ТАССР. В 2018 году выступил учредителем и стал главным редактором международного журнала «Тюркологические исследования», посвящённого исследованиям тюркской культуры. Является членом экспертного совета Высшей аттестационной комиссии, состоял экспертом Российской академии наук и Академии наук Республики Татарстан, членом российского отделения ICOMOS. Принимал участие в организации историко-этнографического музея в селе Камаево в Высокогорском районе. Активно высказывается по актуальным вопросам и проблемам существования и сохранения культуры и самосознания татарского народа как в самом Татарстане, так и в регионах России. В 2021 году стал вести на телеканале «ТНВ» еженедельную программу «Уроки истории» о татарском народе на русском языке, а в 2023 году — аналогичную программу «Кто мы — татары?». В том же году стал ведущим историко-культурного конкурса «Тархан», который проводится среди школьников-старшеклассников с целью популяризации истории Татарстана и с правом бесплатного зачисления в Казанский университет для победителя.

## Награды
- Премия имени Ш. Марджани в области социальных и исторических наук (2023 год) — за серию телевизионных передач по истории и культуре татарского народа и Татарстана, а также за комплект учебных пособий и научно-популярных изданий по истории Татарстана и татарского народа[29].
- Знак отличия «Почётный наставник» министерства образования и науки Республики Татарстан (2023 год)[30].
- Благодарственное письмо председателя Государственного Совета Республики Татарстан (2023 год)[31].
- Благодарность министра культуры Республики Татарстан (2018 год)[30].
- Благодарственное письмо министерства образования Российской Федерации (1993 год)[30].